# Municipio de Grantsville
El municipio de Grantsville (en inglés: Grantsville Township) es un municipio ubicado en el condado de Linn en el estado estadounidense de Misuri. En el año 2010 tenía una población de 257 habitantes y una densidad poblacional de 2,14 personas por km².

## Geografía
El municipio de Grantsville se encuentra ubicado en las coordenadas 39°55′55″N 93°3′55″O / 39.93194, -93.06528. Según la Oficina del Censo de los Estados Unidos, el municipio tiene una superficie total de 119.98 km², de la cual 119,18 km² corresponden a tierra firme y (0,67 %) 0,8 km² es agua.

## Demografía
Según el censo de 2010, había 257 personas residiendo en el municipio de Grantsville. La densidad de población era de 2,14 hab./km². De los 257 habitantes, el municipio de Grantsville estaba compuesto por el 97,67 % blancos, el 0,39 % eran amerindios, el 0,39 % eran asiáticos, el 1,17 % eran de otras razas y el 0,39 % eran de una mezcla de razas. Del total de la población el 1,56 % eran hispanos o latinos de cualquier raza.